# نورهای سوسوزننده
نورهای سوسوزننده (انگلیسی: Flickering Lights) یک فیلم کمدی دانمارکی به کارگردانی آندرس توماس ینسن است که در سال ۲۰۰۰ منتشر شد. این فیلم در سال ۲۰۰۱ برندهٔ جایزه روبرت شد.

## بازیگران
- سورن پیلمارک
- مس میکلسن
- فریتس هلموت
- اولریش تامسن
- نیکولای لی کاس
- سوفی گرابول
- بنت میدینگ
- پتر اندرسون
- اوله تستروپ
- ایبن یایله
- توماس بو لارسن
- یسپر اِسهولت